# Миранда (имя)
Мира́нда (англ. Miranda) — женское личное имя латинского происхождения.

## Этимология
Латинское mīranda — форма женского рода единственного числа mīrandus — «достойный удивления», «поразительный», «удивительный». Имя Миранда впервые встречается в пьесе «Буря» (1623) Уильяма Шекспира:

Миранда!

Миранда — значит чудная. И вправду

Вы чудная, чудесней всех на свете!
Оригинальный текст (англ.)Admir’d Miranda!

Indeed, the top of admiration; worth

What's dearest in the world!